# Кольцовка
Кольцо́вка (рос. Кольцовка, чув. Кульцав) — присілок у складі Вурнарського району Чувашії, Росія. Адміністративний центр Кольцовського сільського поселення.
Населення — 330 осіб (2010; 421 у 2002).
Національний склад:
- росіяни — 70 %
- чуваші — 28 %